# 1616
| 1616               |
| ------------------ |
| Dødsfald - Fødsler |
|                    |

| Gregoriansk kalender | 1616 MDCXVI             |
| Ab urbe condita      | 2369                    |
| Armensk kalender     | 1065 ԹՎ ՌԿԵ             |
| Kinesiske kalender   | 4312 – 4313 乙卯 – 丙辰 |
| Etiopisk kalender    | 1608 – 1609             |
| Jødisk kalender      | 5376 – 5377             |
| Hindukalendere       |                         |
| - Vikram Samvat      | 1671 – 1672             |
| - Shaka Samvat       | 1538 – 1539             |
| - Kali Yuga          | 4717 – 4718             |
| Iransk kalender      | 994 – 995               |
| Islamisk kalender    | 1025 – 1026             |

Konge i Danmark: Christian 4. 1588-1648
Se også 1616 (tal)

## Begivenheder
- Det Ostindiske Kompagni oprettes.
- Danmark får kolonien Trankebar i Indien.
- Christian 4. grundlægger Glückstadt.

## Født
- 20. oktober - Thomas Bartholin (død 1680).
- John Wallis, engelsk matematiker og kryptolog (død 1703).

## Dødsfald
- 13. februar – Anders Sørensen Vedel, præst og historiker (født 1542).
- 19. marts – Johannes Fabricius, hollandsk astronom (født 1587).
- 23. april – William Shakespeare, engelsk skuespilforfatter og digter (født 1564).
- 23. april – Miguel de Cervantes, spansk forfatter af Don Quijote (født 1547).
- 9. juni - Jacob Rosenkrantz, dansk-norsk godsejer, lensmand og diplomat (født 1567).